# 広津村
広津村（ひろつむら）は長野県北安曇郡に存在していた村である。1957年（昭和32年）3月31日に解体分割され消滅した。

## 沿革
- 1875年（明治8年）2月18日 - 筑摩県安曇郡北山村、宇留賀村、大日向村が合併し、広津村となる。
- 1876年（明治9年）8月21日 - 長野県の所属となる。
- 1879年（明治12年）1月4日 - 郡区町村編制法の施行により、北安曇郡の所属となる。
- 1889年（明治22年）4月1日 - 町村制施行に伴い、広津村が発足。
- 1957年（昭和32年）3月31日 - 池田町、八坂村、生坂村に、それぞれ解体分割され廃止[1]。

## 解体分割の詳細
旧村単位ではなく字単位で行われた。
- 旧・北山村
  - 菖蒲→八坂村菖蒲（現・大町市八坂菖蒲）
  - 長谷久保、大久保→生坂村東広津
  - その他大部分→池田町西広津（現・池田町広津）
- 旧・宇留賀村
  - 日影、栗本→池田町西広津
  - その他の大部分→生坂村東広津
- 旧・大日向村
  - 前田、菅田、堀越→池田町西広津
  - 中塚、北平、南平→生坂村東広津

## 教育
下記の2校共にそれぞれ隣接する池田町の池田町立池田小学校と池田町立高瀬中学校に統合されている。

### 小学校
- 広津小学校

### 中学校
- 広津中学校

## 参照
1. ↑  町村の廃置分合 昭和32年3月28日長野県告示第119号
2. ↑  池田町編（1985年）『写真が語る池田町誌』